# Malili
Malili ist eine Stadt (Kota) in Südsulawesi, Indonesien und ist Hauptort des Regierungsbezirks (Kabupaten) Luwu Timur. Das Stadtgebiet umfasst den gesamten Distrikt (Kecamatan) Malili. Die Stadt hatte 2010 32.699 Einwohner.